# Суржко, Анатолий Петрович
Анатолий Петрович Суржќо (1942—2001) — советский, российский прозаик, журналист, Заслуженный работник культуры Республики Карелия (1997).

## Биография
После окончания в 1961 году средней школы в Новороссийске, поступил на филологический факультет Карельского педагогического института. В 1963 году перевёлся на заочное отделение института, работал преподавателем русского языка и литературы в питкярантской вечерней школе.
После окончания института в 1965—1967 годах работал в Новороссийске.
В 1967—1970-х годах работал сотрудником сортавальской районной газете «Красное знамя».
В 1970—2001 годах работал литературным сотрудником, заведующим отделом прозы, заместителем главного редактора журнала «Север».
За сборник избранной прозы «Последняя игра» Анатолий Суржко был удостоен премии «Сампо» в 2001 году.